# Plačinta
Plačinta (rumunsky plăcintă, ukrajinsky плачи́нда) je rumunské, moldavské a ukrajinské tradiční pečivo připomínající tenký, malý dort kulatého nebo čtvercového tvaru, obvykle plněný jablky nebo měkkým sýrem, jako je Urdă.

## Etymologie
Slovo plăcintă pochází z latiny placenta, což znamená „koláč“, z řeckého πλακοῦς plakoûs, πλακουντ- plakount- „plochý dort“.

## Historie
Jak je vidět v etymologii slova, plačinta má svůj původ ve starověkém Římě a datuje se od doby, kdy bylo Rumunsko součástí Římské říše.
Starověcí řečtí pekaři připravovali svůj chléb s olivovým olejem, bylinkami a sýrem. Tajemství výroby koláčů Římané získali během invaze. Nejprve existovaly pouze dva druhy koláčů, nazývané libum a placenta . Libum byl malý koláč, používaný jako oběť bohům. Co se týče placenty, Římané recept vyvinuli jako koláč z jemné mouky pokrytý sýrem, medem a voňavými bobkovými listy. Starověcí římští pekaři obvykle připravovali velkou placentu, která byla nakrájena na čtverce vhodné k prodeji. Toto je způsob, jakým Rumuni svou plačintu dále vyrábějí.

## Tradiční druhy plačinty
- plăcintă cu mere je plněná jablky
- plăcintă cu brânză se plní ovčím nebo kravským sýrem, jako je telemea
- plăcintă cu cartofi je plněná bramborami
- plăcintă cu urdă je plněná ricottou a koprem nebo rozinkami
- plăcintă cu ciocolată je plněná čokoládou
- plăcintă aromână je plněná špenátem a bílým sýrem
- plăcintă dobrogeană je druh plačinty registrovaný jako rumunský výrobek v Evropské unii s chráněným zeměpisným označením (CHZO)
- plăcintă clătită (“oplachovaný koláč”), dnes nazývaný jen clătită, je rumunský druh palačinek crêpe, známý v jiných východních a středoevropských zemích jako palačinky

## Galerie

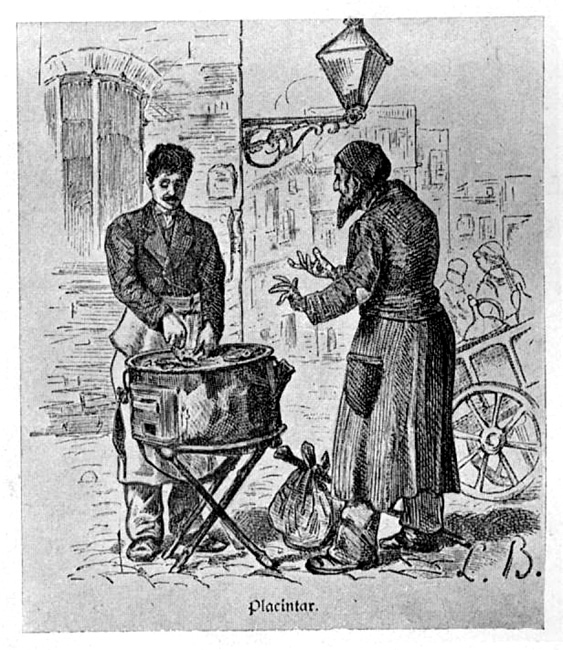
Řecký výrobce plačinty v Bukurešti v roce 1880
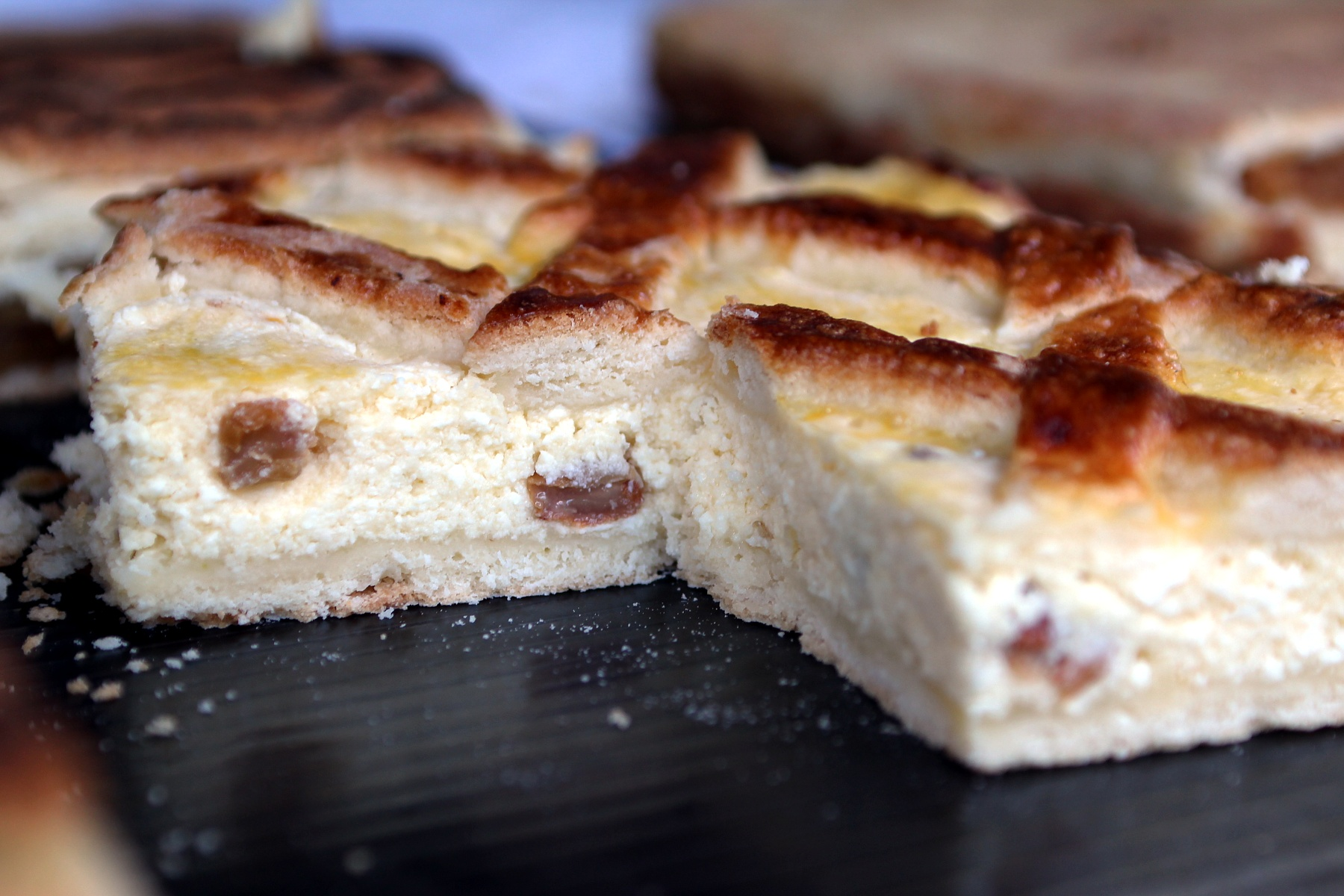
Plăcintă se sýrem a rozinkami
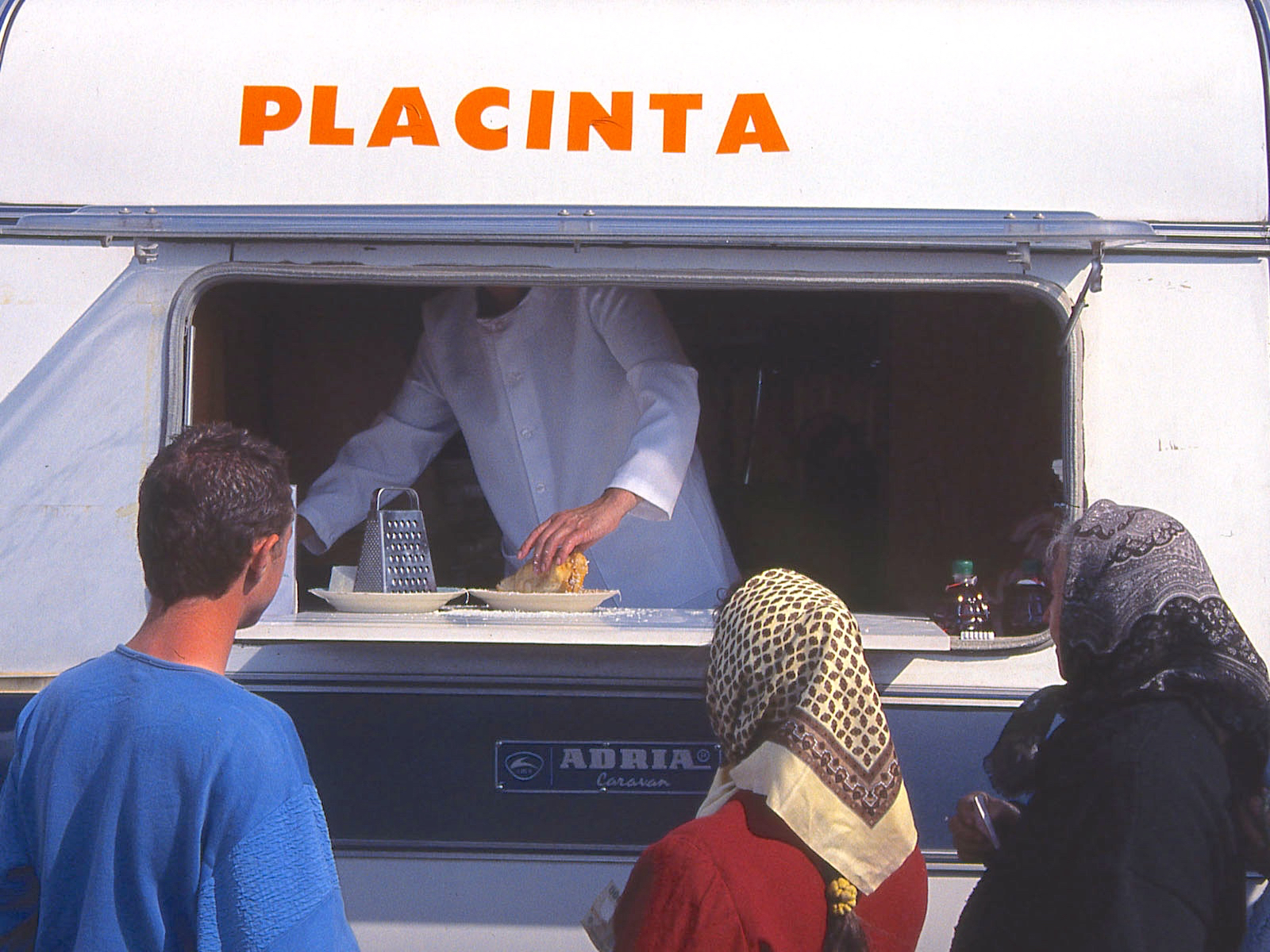
Stánek s plačintou na trhu v rumunské obci Hodod